# Québec (città)
Québec, ufficialmente la Città di Québec (in francese: Ville de Québec, AFI: /vɪl də kebɛk/; in inglese: Quebec City, AFI: /kəˈbɛk ˈsɪti/), è una città del Canada, capoluogo dell'omonima provincia. La città, che è la più antica del Nordamerica e sorge nel Canada francofono sulle rive del fiume San Lorenzo, è il capoluogo della Regione Capitale-Nationale e, secondo il censimento del 2021, conta 549 459 abitanti.
La città vecchia (Vieux-Québec) è l'unico insediamento americano a nord del Messico a conservare tuttora una cinta di mura e Québec nel suo insieme presenta un sapore francese e più in generale europeo che la rende unica nel panorama delle grandi città canadesi e nordamericane. Nel 1985 il centro storico della città è stato dichiarato dall'UNESCO Patrimonio dell'umanità. I suoi abitanti (così come quelli dell'omonima regione) sono chiamati quebecchesi.

## Geografia fisica
Québec è situata sulla linea di terra che separa il San Lorenzo da un suo affluente, il St. Charles, che si unisce al primo poco prima che esso inizi ad allargarsi nel suo lungo ed ampio estuario. In particolare la cittadella è situata su Cap Diamant, una grande formazione rocciosa sulla riva del San Lorenzo. La topografia del luogo, congiunta all'importanza del fiume per le comunicazioni con l'interno, suggerì immediatamente un uso difensivo.
Un'ulteriore caratteristica favorevole è la strettezza del San Lorenzo fra Cap Diamant e la riva opposta (sud) su cui oggi sorge la cittadina di Lévis; questa è fra l'altro all'origine del nome Québec, che si crede derivare dall'algonchino Kebek, ovvero strettoia. Curiosamente, ancora oggi il collegamento fra le due rive in questo punto è assicurato da un traghetto anziché da un ponte, mentre il primo ponte sul San Lorenzo si trova alcuni chilometri più a monte.

## Storia
Québec è il più antico insediamento europeo esistente in Canada. Essa fu fondata il 3 luglio 1608 dall'esploratore francese Samuel de Champlain nel luogo dove prima sorgeva un insediamento indigeno chiamato Stadacona. Dopo essere stata brevemente conquistata dagli inglesi (1629-1632), Québec diventò la porta di accesso alla colonia della Nuova Francia e più in generale a tutta la regione dei Grandi Laghi.
A metà del XVIII secolo i francesi entrarono in conflitto con i coloni inglesi stanziati sulla costa orientale degli attuali Stati Uniti, dando luogo alla Guerra franco-indiana, che si concluse proprio a Québec, quando l'ultima guarnigione francese fu sconfitta dagli inglesi nella Battaglia della piana di Abraham del 13 settembre 1759. Durante la rivoluzione americana Québec fu nuovamente attaccata, questa volta dai rivoluzionari; la loro sconfitta (1775) segnò la fine delle speranze americane che anche il Canada potesse unirsi alla ribellione contro il dominio inglese.
Fra il 1859 ed il 1865 Québec fu capitale del Canada, prima del trasferimento definitivo del governo ad Ottawa. Durante la Seconda guerra mondiale Québec fu sede di due importanti incontri fra Churchill, Roosevelt ed emissari di altri governi. Nel 2002 i confini della città di Québec furono notevolmente ampliati, includendo altre 12 municipalità precedentemente esistenti.

## Monumenti e luoghi d'interesse
L'edificio più famoso di Québec è indubbiamente lo Château Frontenac, un hotel con un'architettura fiabesca che sorge sulla terrasse Dufferin, un viale pedonale che sorge praticamente sulle mura della rocca e che offre delle belle viste sul sottostante San Lorenzo. Andando verso monte lungo la terrasse Dufferin si giunge alla Citadelle, una fortificazione che separa la città vecchia dal parco della piana di Abraham, che sorge nel luogo ove si svolse la battaglia del 1759 fra inglesi e francesi.
All'altezza della Citadelle le mura si staccano dal declivio che scende verso il San Lorenzo, e sorgono in un tratto pianeggiante in cui sono particolarmente evidenti. All'esterno di una delle porte della città vecchia sorge l'edificio dell'Assemblea Nazionale del Québec, l'assemblea legislativa della provincia. All'interno della città vecchia sorge invece la basilica-cattedrale di Notre Dame de Québec, sede dell'arcivescovo, che è anche il primate della Chiesa cattolica canadese.
La città alta è collegata da ripide stradine, da scalinate e da una funicolare alla città bassa, che sorge sulle rive del San Lorenzo e specialmente a nord, in direzione del S. Charles (dove il terreno è più pianeggiante). Fra le sue attrattive vi sono la rue du Petit Champlain (nota come la strada più stretta dell'America settentrionale) ed il pittoresco quartiere in cui sorge, il porto e l'attracco del traghetto per Laval, la Place Royale, la chiesa di Notre Dame des Victoires, il Museo della Civiltà ed infine la stazione ferroviaria (stazione del Palais).
All'estremità occidentale (ossia verso l'interno) di Québec sorge anche l'Università Laval, una delle più antiche università delle Americhe. Nelle vicinanze della città meritano una visita le cascate di Montmorency e la bucolica isola di Orléans; entrambe si possono scorgere dalla terrazza Dufferin.
Pur avendo anche edifici moderni (lo stesso Chateau Frontenac risale al 1893, e fuori dalla cittadella sono presenti anche dei grattacieli), un'ulteriore attrattiva di Québec è la sua atmosfera che la rende paragonabile ad una città francese piuttosto che ad una americana. Anche la gastronomia locale ha mantenuto caratteristiche tipicamente francesi. Québec è famosa per il suo carnevale invernale e per la celebrazione di S. Giovanni il Battista.

## Infrastrutture e trasporti
Québec è servita dall'Aeroporto Internazionale di Québec-Jean Lesage, situato nel distretto di Sainte-Foy--Sillery. La città è anche un porto importante sul San Lorenzo. I due ponti Québec e Pierre Laporte collegano Québec con la riva meridionale del San Lorenzo, così come il traghetto fra il centro cittadino e Lévis. La principale stazione ferroviaria di Québec (la Gare du Palais) è il capolinea della principale linea delle ferrovie canadesi (la Québec-Windsor, che passa da Montréal, Ottawa e Toronto). I trasporti urbani sono principalmente assicurati da autobus.

## Amministrazione

### Gemellaggi
Québec è gemellata con:
- Calgary, dal 1956
- Bordeaux, dal 1962
- Namur, dal 1999
- Xi'an, dal 2001
- San Pietroburgo, dal 2002
- Ouagadougou

## Sport

### Sci
Québec è stata al centro di due edizioni dei Campionati mondiali juniores di sci alpino, nel 2000 e nel 2006, con le sedi di gara ubicate in stazioni sciistiche prossime alla città (Mont-Sainte-Anne, Le Massif, Lac Beauport, Stoneham). Ha inoltre ospitato una tappa della Coppa del Mondo di sci di fondo 2013 e varie competizioni minori di sci di fondo e di snowboard.

### Nautica
- Transat Québec Saint-Malo, regata transatlantica, ogni 4 anni, tra Québec e Saint-Malo (in Francia).[5]

### Sport professionistici
In città hanno sede due franchigie professionistiche, i Dynamo de Quebec che giocano nella Première Ligue de Soccer du Québec, e i Capitales de Québec che militano nella Frontier League di baseball. Altre squadre presenti in passato sono stati i Quebec Nordiques (hockey su ghiaccio) e i Quebec Kebs (pallacanestro).

## Galleria d'immagini

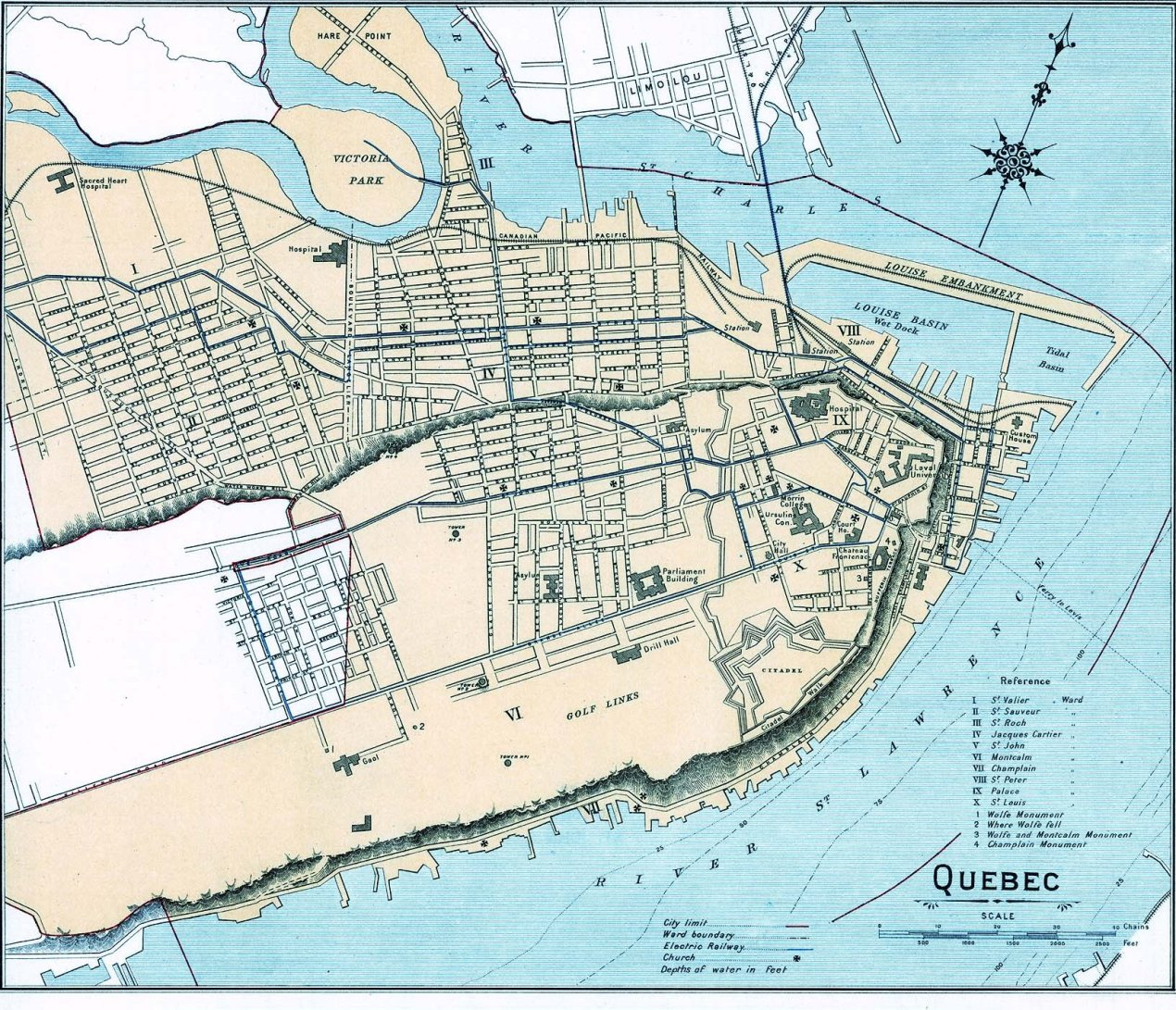
Mappa della città di Québec nel 1906
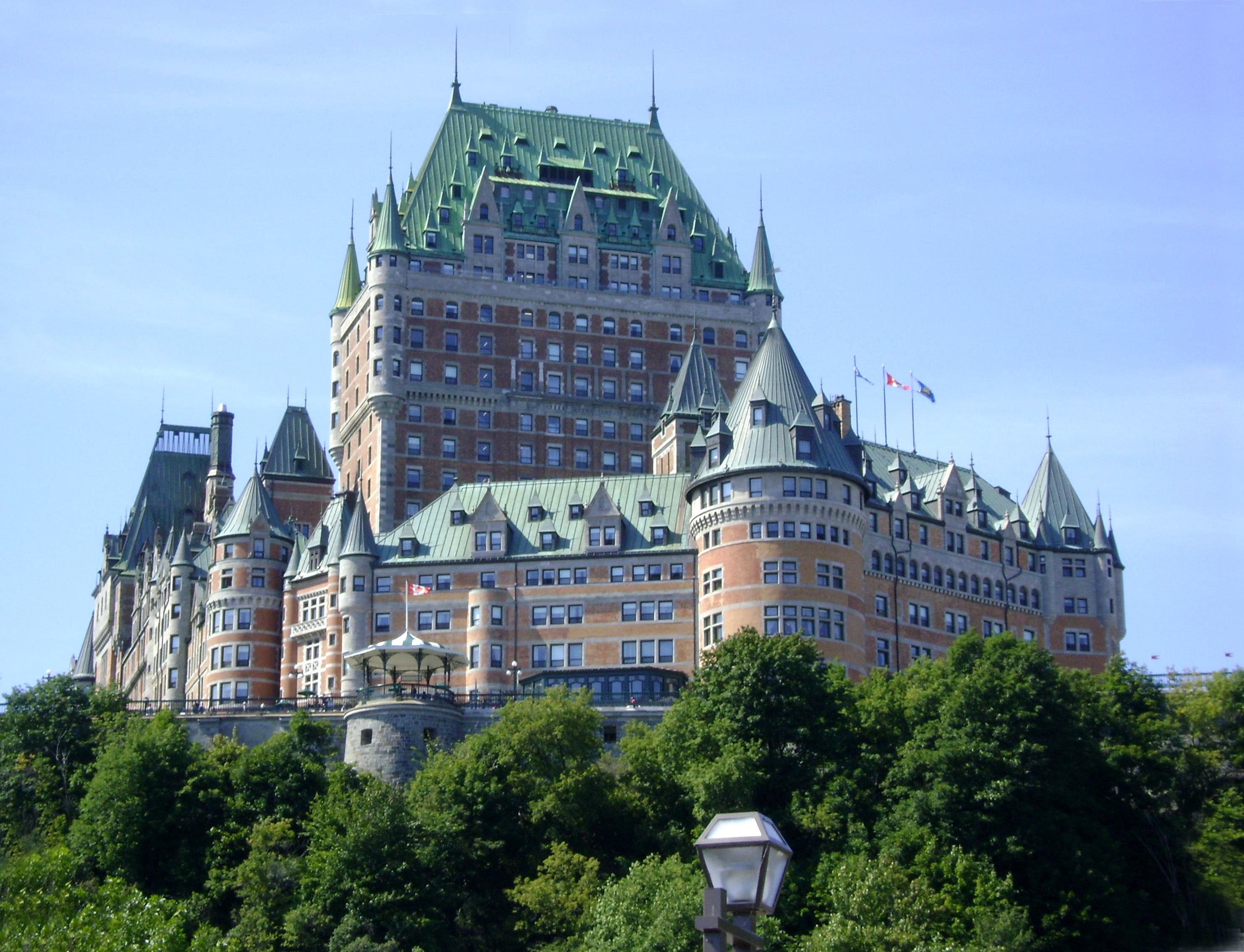
Château Frontenac
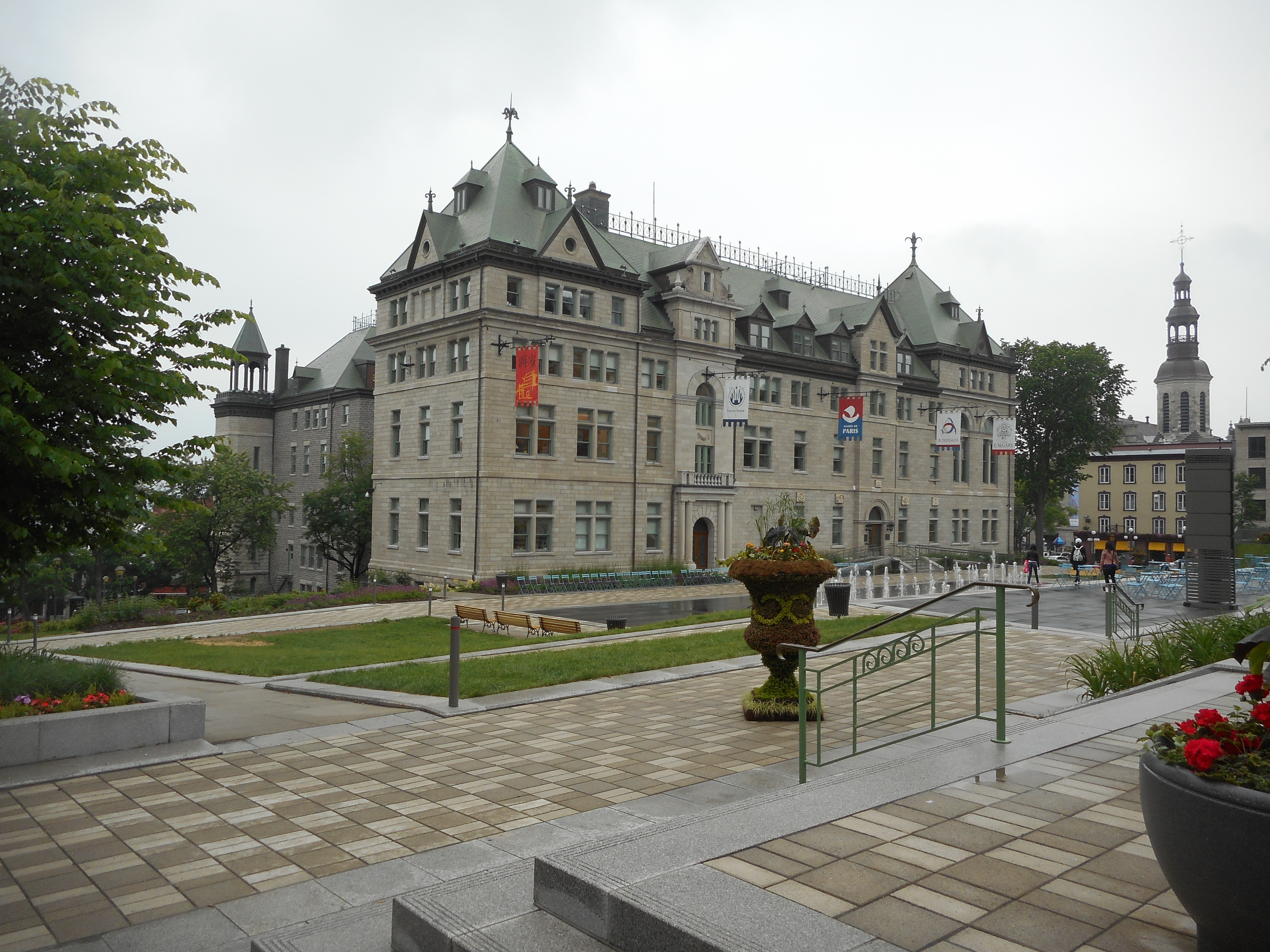
Municipio di Québec
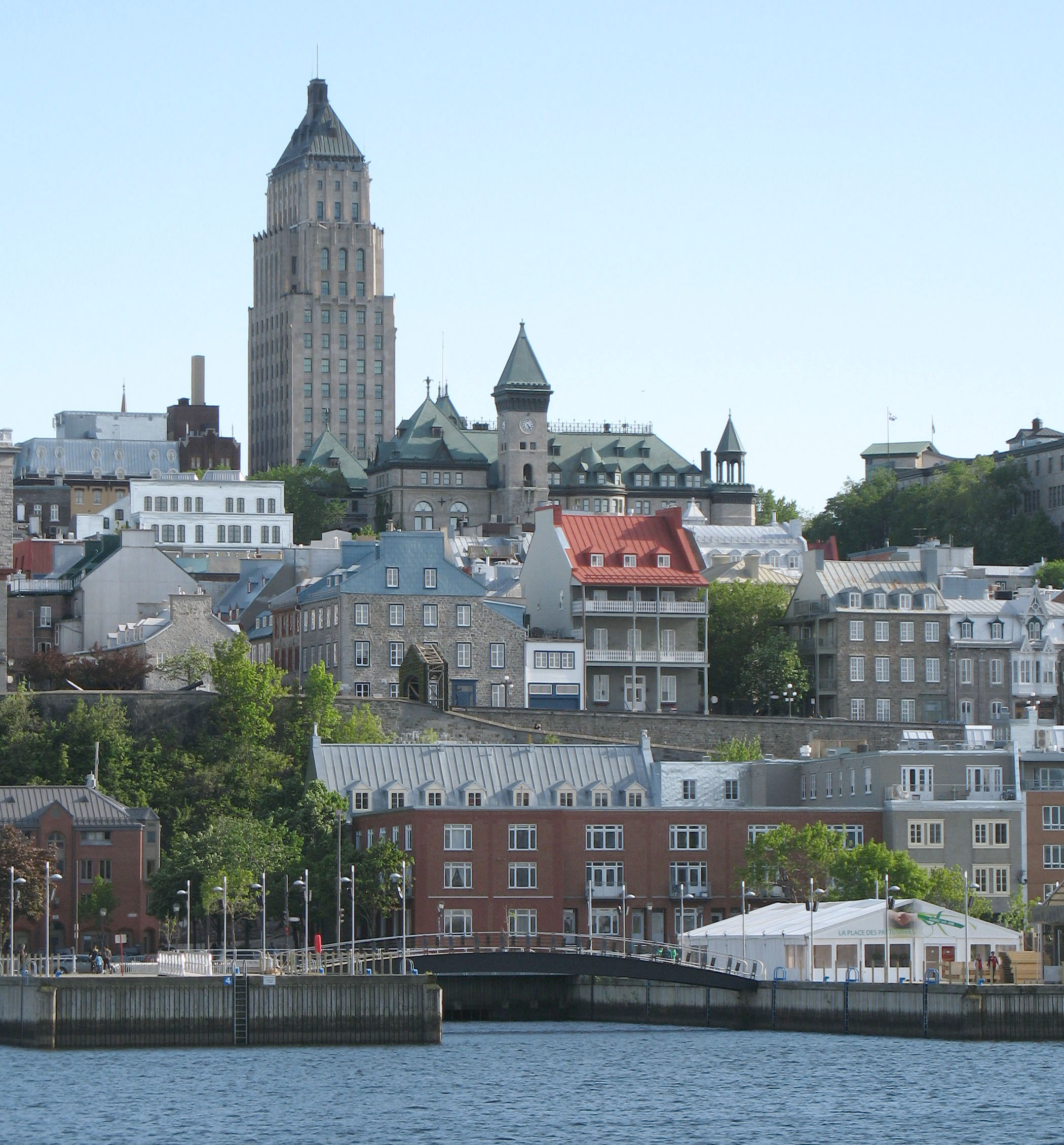
L'Edificio Price visto dal vecchio porto
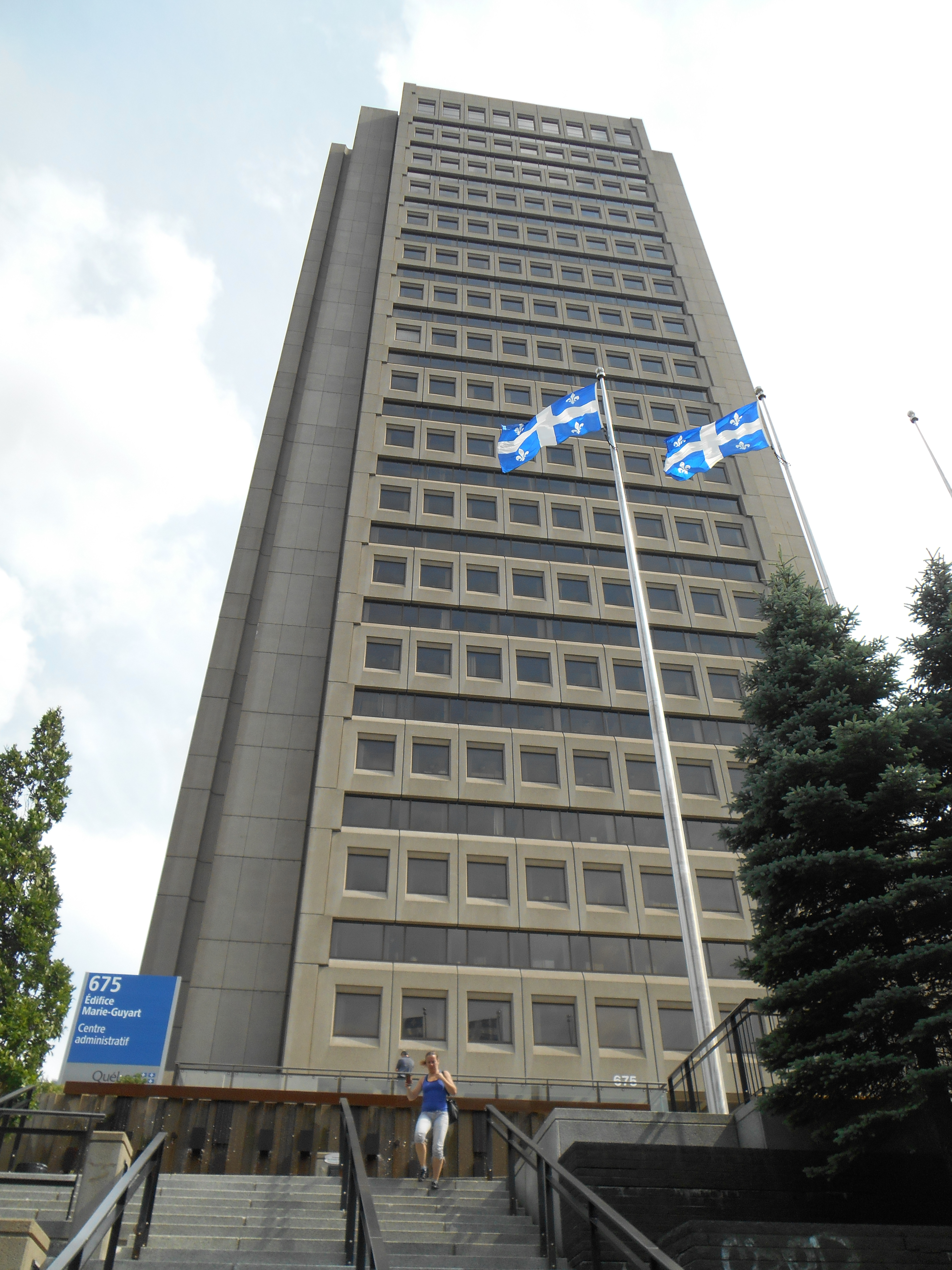
Edificio Marie-Guyart
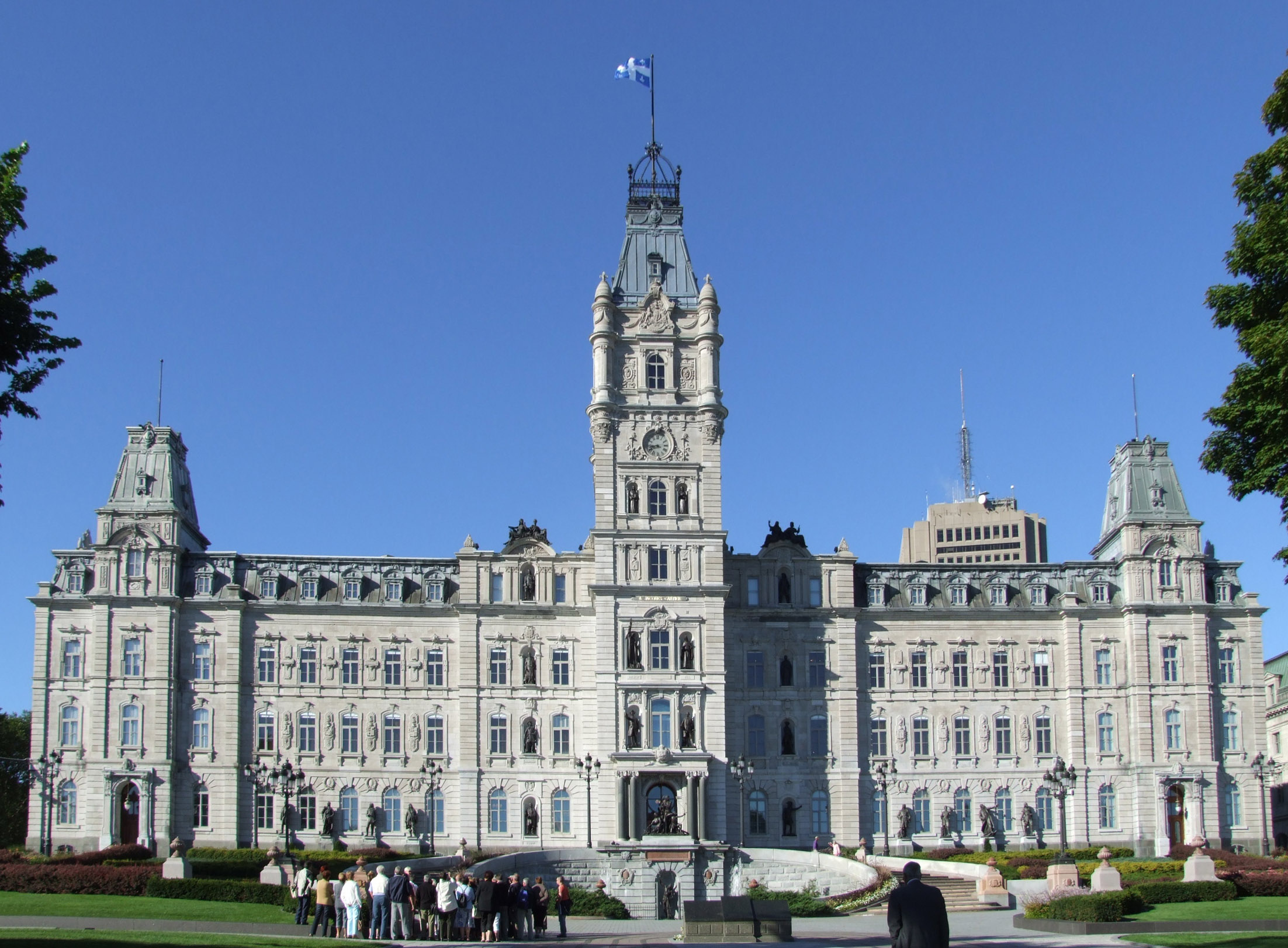
Hôtel du Parlement du Québec